# Публій Ноній Аспренат
Публій Ноній Аспренат (лат. Gaius Nonius Asprenas; ? — 41) — політичний діяч ранньої Римської імперії, консул
38 року.

## Життєпис
Походив з роду нобілів Ноніїв. Син Луція Нонія Аспрената, консула 6 року, та Кальпурнії. Про молоді роки мало відомостей. Ймовірно був прихильником імператорів Тиберія та Калігули. Завдяки цьому у 38 році став консулом разом з Марком Аквілою Юліаном. Втім у 41 році був убитий разом з Калігулою.